# Molybdogompha polymygmata
Molybdogompha polymygmata är en fjärilsart som beskrevs av Dyar 1919. Molybdogompha polymygmata ingår i släktet Molybdogompha och familjen mätare. Inga underarter finns listade i Catalogue of Life.